# Deinopa tincticollis
Deinopa tincticollis är en fjärilsart som beskrevs av Walker 1858. Deinopa tincticollis ingår i släktet Deinopa och familjen nattflyn. Inga underarter finns listade i Catalogue of Life.